# Hanstholm Kommune
Hanstholm Kommune i Viborg Amt blev dannet ved kommunalreformen i 1970. Ved strukturreformen i 2007 blev den indlemmet i Thisted Kommune sammen med Sydthy Kommune.

## Tidligere kommuner
De 3 sogne på Hanstholmknuden – hovedsognet Ræhr og de to annekser Hansted og Vigsø – udgjorde Ræhr-Hansted-Vigsø Kommune, som i 1964 skiftede navn til Hanstholm Kommune. Op til kommunalreformen blev den udvidet med Klitmøller kirkedistrikt, der havde hørt til Vester Vandet Sogn og havde ca. 700 indbyggere. Desuden blev Hjardemål Sogn, der i september 1965 havde 234 indbyggere, indlemmet i kommunen.
Ved selve kommunalreformen blev Hanstholm Kommune udvidet med endnu en sognekommune:
| Kommune       | Folketal 1. januar 1970 | Byer                          |
| ------------- | ----------------------- | ----------------------------- |
| Hanstholm     | 3.330                   | Hanstholm, Klitmøller og Ræhr |
| Tømmerby-Lild | 1.462                   | Frøstrup                      |
| I alt         | 4.792                   |                               |

Desuden blev der foretaget en udveksling af hovedsageligt ubeboede arealer mellem Hanstholm Kommune og Thisted Kommune (1970-2006).

## Sogne
Hanstholm Kommune bestod af følgende sogne:
- Hansted Sogn (Hillerslev Herred)
- Hjardemål Sogn (Hillerslev Herred)
- Klitmøller Sogn (Hillerslev Herred)
- Lild Sogn (Vester Han Herred)
- Ræhr Sogn (Hillerslev Herred)
- Tømmerby Sogn (Vester Han Herred)
- Vigsø Sogn (Hillerslev Herred)

## Borgmestre[4]
| Periode   | Navn             | Parti                       |
| --------- | ---------------- | --------------------------- |
| 1970-1986 | Christian Hansen | Socialdemokratiet           |
| 1986-1990 | Verner Gregersen | Venstre                     |
| 1990-1993 | Aase Jensen      | Det Konservative Folkeparti |
| 1994-1998 | Per Kristensen   | Lokalliste                  |
| 1998-2002 | Aase Jensen      | Det Konservative Folkeparti |
| 2002-2006 | Ejner Frøkjær    | Socialdemokratiet           |

## Rådhus
Hanstholm Kommunes rådhus lå på Bådsgårdsvej 12. Thisted Kommune forsøgte at sælge det i 2012, men endnu i 2018 søgte kommunen forslag til hvad bygningen kan bruges til.